# Elizabeth Clarke
Elizabeth Clarke, född 1565, död 1645, var en engelsk kvinna som blev avrättad för häxeri. Hon var den första person som lagfördes av den berömda häxjägaren Matthew Hopkins, och utgör hans kanske mest berömda offer. 
Hon anklagades av skräddaren John Rivet för att ha förtrollat dennes hustru. En lynchmobb förde henne till den lokala godsherren och krävde att hon skulle dömas, och hon överlämnades till Hopkins. Flera personer vittnade om att de hade sett förtrollade djur omge henne. Hon förhindrades att sova i fängelset och tills hon avlade bekännelse och angav fyra medbrottslingar. Hon avrättades genom hängning. Hennes angivelser ledde till vidare häxförföljelser i Essex.